# International Truck Alliance
International Truck Alliance ist ein britischer Automobilkonzern mit Sitz in London. Gründungsdatum ist der 15. November 2002. Es gab ein Tochterunternehmen in Russland, Intrall Rus. Ende 2003 wurden die Produktionsrechte für zwei polnische Fahrzeuge erworben. Daraufhin wurde am 19. Dezember 2003 in Lublin Intrall Polska gegründet und das Werk von Fabryka Samochodów Ciężarowych übernommen. 2004 begann die Produktion des Kleintransporters Lublin und des Geländefahrzeugs DZT Honker. Da dies über Jahre hinweg die Hauptprodukte des Konzerns waren, wird die Gründung von International Truck Alliance teilweise mit der des polnischen Herstellers im Jahr 1950 gleichgesetzt. Intrall Polska war im Jahr 2007 insolvent.

## Intrall Polska
Die Geschichte des Werkes beginnt im Jahr 1951. 1995 wurde es von Daewoo übernommen und als Daewoo Motor Polska weitergeführt. Im Jahr 2003 übernahm Intrall Rus, das bereits zuvor in Polen tätig war, das Werk in Lublin vom polnischen Staatsvermögen, nachdem Daewoo Motor Polska im Jahr 2001 insolvent war und das Werk zwischenzeitlich von der Leasing-Gesellschaft Andoria Motors übernommen wurde. Dort wurden unter Daewoo der Lublin und der Honker gefertigt (siehe FSC Lublin). Die Pläne für ein fertig entwickeltes Fahrzeug mussten zur Schuldentilgung verkauft werden. Das neue Tochterunternehmen Intrall Polska setzte die Produktion beider Modelle fort und investierte in die Weiterentwicklung.
Das Werk wurde nach der Rückübernahme durch die Daewoo Motor Polska im Jahr 2003 von polnischen und russischen Ingenieuren entwickelt, der Prototyp des neuen Lublin wurde unter der Marke von Intrall Polen im September 2006 präsentiert; Produktion lief im 2. Quartal 2007 an, lief aber nur wenige Wochen, u. a. wegen nichterfüllter Euro-4-Abgasnorm und dadurch bedingter Insolvenz (2007). Ein weiteres Problem war die Forderung des polnischen Ministeriums für Nationale Verteidigung, wonach Anbieter von Fahrzeugen für das Heer zu mehr als 50 Prozent von inländischen Aktionären gehalten werden mussten. Somit konnte der Honker nicht mehr von der polnischen Armee bestellt werden.
Im Jahr 2007 arbeiteten bei Intrall Polska rund 500 Menschen. Produziert wurden die Modelle Lublin-II und Lublin-III. Entwickelt wurde weiterhin der Zuk Lubo (Bus und Van), der aber nicht mehr erschien. Am 15. Oktober 2007 erklärte das Amtsgericht das Unternehmen INTRALL Polen für insolvent.
Der LUBO war als Nachfolger des Lublin Intrall 3mi geplant und wurde 2006 vorgestellt, darunter auch auf der IAA-Messe in Hannover. Die Serienproduktion war für das zweite Quartal 2007 vorgesehen, die Probleme mit der Erfüllung der Abgasnorm Euro-4 konnten aber bis zur Insolvenz nicht mehr gelöst werden. Die Produktion des Honker wurde von DZT Tymińscy fortgesetzt, ein neuer Investor für den Transporter wurde bis heute nicht gefunden. Der eigentliche Nachfolger des Lublin wurde im September 2010 unter dem Namen Pasagon Tymińscy von DZT Tymińscy präsentiert.
Derzeit (März 2013) wird der Lubo als einziges angebotenes Fahrzeug vom Unternehmen noch aktiv beworben. Er sei ein „universeller Lieferwagen“, er erfülle „alle internationalen Standards in Sicherheit und Ökologie.“ Er ist in sechs Grundvarianten (u. a. Kleinbus, Kastenwagen und Doppelkabine für die Feuerwehr) erhältlich.

## Gegenwärtige Situation
Weitere Informationen sind inzwischen spärlich, in Deutschland war der Lubo im Jahr 2007 praktisch unbekannt. Auch von Intrall Rus ist nichts mehr bekannt, obwohl noch im Februar 2011 berichtet wurde, Intrall habe eine Vereinbarung für Projekt in Stettin unterzeichnet. Ersatzteile für die Modelle Honker, Lublin und Lubo werden offiziell zwar noch angeboten, konkrete Anfragen zur Lieferung bleiben aber offenbar unbeantwortet.